# لارس نوردوال
لارس نوردوال (انگلیسی: Lars Nordwall; ۲۲ سپتامبر ۱۹۲۸ – ۲۷ اکتبر ۲۰۰۴) دوچرخه‌سوار اهل سوئد بود.